# Piedra Hincada (Hidalgo)
Piedra Hincada es una localidad mexicana, localizada en el municipio de San Felipe Orizatlán en el estado de Hidalgo.

## Geografía
Se encuentra en la región geográfica de la Huasteca hidalguense; a la localidad le corresponden las coordenadas geográficas 21° 16’ 23.26” de latitud norte y 98° 33’ 26.217” de longitud oeste, con una altitud de 141 m s. n. m. Cuenta con un clima semicálido húmedo con abundantes lluvias en verano.
En cuanto a fisiografía se encuentra en la provincia del Sierra Madre Oriental, dentro de la subprovincia del Carso Huasteco; su terreno es de sierra. En lo que respecta a la hidrología se encuentra posicionado en la región del Pánuco, dentro de la cuenca el río Moctezuma, y en los límites de las subcuencas del río San Pedro y río Tempoal.

## Demografía
En 2020 registró una población de 688 personas, lo que corresponde al 1.79 % de la población municipal. De los cuales 345 son hombres y 343 son mujeres.
| Gráfica de evolución demográfica de Piedra Hincada entre 1910 y 2020 |
|                                                                      |
| Población registrada por los censos y conteos del INEGI.             |